# Thierry Caillier
Thierry Caillier (* 10. Dezember 1961) ist ein ehemaliger französischer Rollstuhltennisspieler.

## Karriere
Thierry Caillier startete in der Klasse der Paraplegiker.
Er nahm an 1992 an den Paralympischen Spielen in Barcelona teil. Im Einzel schied er in der ersten Runde gegen Robert Troppacher aus. In der Doppelkonkurrenz gewann er mit Laurent Giammartini nach der Finalniederlage gegen Brad Parks und Randy Snow die Silbermedaille.
In der Weltrangliste erreichte er seine besten Platzierungen mit Rang 18 im Einzel am 26. Januar 1993 sowie mit Rang 61 im Doppel am 13. September 1994.